# Bai Jie
Bai Jie (28 de março de 1972) é uma futebolista chinesa que atua como defensora.

## Carreira
Bai Jie integrou o elenco da Seleção Chinesa de Futebol Feminino, nas Olimpíadas de 2000. 